# Leptodesmus coriaceus
Leptodesmus coriaceus är en mångfotingart som beskrevs av Christoph D. Schubart 1947. Leptodesmus coriaceus ingår i släktet Leptodesmus och familjen Chelodesmidae. Inga underarter finns listade i Catalogue of Life.